# Bryobiella punjabensis
Bryobiella punjabensis är en spindeldjursart som beskrevs av N. Prasad 1975. Bryobiella punjabensis ingår i släktet Bryobiella och familjen Tetranychidae. Inga underarter finns listade.